# Padria
Padria település Olaszországban, Szardínia régióban, Sassari megyében. Lakosainak száma 599 fő (2023. január 1.). Padria Bosa, Mara, Pozzomaggiore, Villanova Monteleone, Cossoine, Monteleone Rocca Doria és Romana községekkel határos.

## Népesség
A település lakossága az elmúlt években az alábbi módon változott:
| Lakosok száma | 633  | 620  | 599  |
|               | 2017 | 2018 | 2023 |